# Юбілейне (Беїмбета Майліна район)
Юбіле́йне (каз. Юбилейный) — село у складі району Беїмбета Майліна Костанайської області Казахстану. Входить до складу Калінінського сільського округу.
Населення — 862 особи (2021; 994 у 2009, 990 у 1999, 896 у 1989).